# Генрих II де Куртене
Генрих II де Куртене (фр. Henri II de Courtenay-Namur; 1206 — 1229) — маркграф Намюра с 1226 года. Сын императора Латинской Империи Пьера II де Куртене и Иоланды де Эно

## Биография
Когда умер старший брат Генриха маркграф Намюра Филипп II де Куртене его преемник Роберт де Куртене находился в Константинополе и боролся за императорский престол. Генрих II де Куртене, будучи несовершеннолетним, при поддержке Ангеррана III де Куси стал маркграфом Намюра. После смерти Роберта в 1228 году Генрих отказался от притязаний на престол Латинской империи, который перешёл к Балдуину II де Куртене.
Генрих II де Куртене умер бездетным в 1229 году. Его преемницей стала сестра Маргарита де Куртене.